# Zadobrova
Zadobrova je naselje u slovenskoj Općini Celju. Zadobrova se nalazi u pokrajini Štajerskoj i statističkoj regiji Savinjskoj. 

## Stanovništvo
Prema popisu stanovništva iz 2002. godine naselje je imalo 848 stanovnika.